# 東山魁夷記念 日経日本画大賞
東山魁夷記念 日経日本画大賞（ひがしやまかいいきねん にっけいにほんがたいしょう）は、次代の美術界を担う日本画家を表彰する賞。日本経済新聞社が2002年に創設した。
東山魁夷の功績を称えると共に、日本画の世界を後世に伝えることとを目的とし、日本画家の仕事を客観的に評価することと、発掘することを目標とする。学芸員やジャーナリストらが推薦した日本画家の中から選出される。

## 大賞
各回の大賞受賞者、受賞作を以下に記す。大賞の他、入選が選定される。第7回（2018年）の入選作家24名。
第1回（2002年）
- 浅野均「雲涌深処（うんゆうしんしょ）」
- 内田あぐり「吊された男―'00M」

第2回（2004年）
- 菅原健彦「雲水峡」

第3回（2006年）
- 奥村美佳「かなたVII」

第4回（2008年）
- 岡村桂三郎「獅子08-1」

第5回（2012年）
- 鴻池朋子「シラ-谷の者 野の者」
- 濱田樹里「流・転・生Ⅰ」

第6回（2015年）
- 岩田壮平「雪月花時最憶君-花泥棒」

第7回（2018年）
- 浅見貴子「桜木影向図」

第8回（2021年）
- 谷保玲奈「共鳴/蒐荷」